# Dimitrios Koutsoukis
Dimitrios Koutsoukis (in greco: Δημήτριος Κουτσούκης; 8 dicembre 1962) è un ex pesista greco.
In carriera è stato oro ai Giochi del Mediterraneo del 1987.

## Record nazionali
- Getto del peso 20,74 m ( Drama, 8 luglio 1989)

## Palmarès
| Anno | Manifestazione          | Sede                   | Evento         | Risultato | Prestazione | Note |
| ---- | ----------------------- | ---------------------- | -------------- | --------- | ----------- | ---- |
| 1979 | Europei juniores        | Bydgoszcz              | Getto del peso | 7º        | 17,09 m     |      |
| 1981 | Europei juniores        | Utrecht                | Getto del peso | 5º        | 17,26 m     |      |
| 1984 | Olimpiadi               | Los Angeles            | Getto del peso | 14º       | 18,74 m     |      |
| 1987 | Mondiali indoor         | Indianapolis           | Getto del peso | 11º       | 18,01 m     |      |
| 1987 | Giochi del Mediterraneo | Latakia                | Getto del peso | Oro       | 19,23 m     |      |
| 1987 | Mondiali                | Roma                   | Getto del peso | 17º       | 19,05 m     |      |
| 1988 | Europei indoor          | Budapest               | Getto del peso | 8º        | 19,25 m     |      |
| 1989 | Europei indoor          | L'Aia                  | Getto del peso | 9º        | 18,93 m     |      |
| 1990 | Europei indoor          | Glasgow                | Getto del peso | 7º        | 19,23 m     |      |
| 1993 | Giochi del Mediterraneo | Linguadoca-Rossiglione | Getto del peso | Bronzo    | 18,83 m     |      |